# Côte d'Or (chocolat)
Pour les articles homonymes, voir Côte-d'Or (homonymie).
Côte d'Or est une marque de chocolat du groupe américain Mondelez International (anciennement Kraft Foods). 
Fondée par le chocolatier belge Charles Neuhaus en 1883, Côte d'Or reste associée à l'idée de chocolat belge. Le nom de Côte d'or fait référence à la Côte de l'Or, une ancienne colonie britannique créée en 1821 (aujourd'hui le Ghana). Côte d'Or est cédée en 1883 à la famille Bieswal, qui s'associe à la famille Michiels.
Dans les années 1980, à la suite de son entrée en bourse, la société passe sous le contrôle de Jacobs Suchard, devenu depuis la propriété du groupe américain Mondelez International, dont Côte d'Or est une des marques mondiales.

## Histoire
En 1870, Charles Neuhaus ouvre une petite chocolaterie rue des Palais à Schaerbeek en région bruxelloise et le 24 avril 1883, alors installé au 24 rue des Bogards, il dépose au greffier du tribunal de commerce de Bruxelles la marque Côte d'Or en référence à la Côte-de-l'Or britannique (Gold Coast, aujourd'hui le Ghana) d'où proviennent les fèves de cacao, pour pouvoir l'apposer sur ses boîtes de chocolat ainsi qu'un logo.
En 1889, Charles Neuhaus se retire et cède son entreprise à Léopold Primus Bieswal, conseiller communal et échevin de Furnes. Les affaires sont florissantes mais le grand âge de Charles Neuhaus et le désintérêt de ses enfants l’incite à vendre l’entreprise à Léopold Primus Bieswal, originaire de Furnes, pour son fils Joseph, industriel habitant au 21 rue Vanderliden à Schaerbeek. La famille Bieswal constitue alors la société Joseph Bieswal et Cie.
En 1899, la société Joseph Bieswal et Cie et la Chocolaterie Lambert Michiels partagent les bâtiments de l’ancienne meunerie Moulart, rue Bara à Anderlecht. La société Joseph Bieswal et Cie s'installe au numéro 38 et la Chocolaterie Lambert Michiels s'installe au 32, face à la gare de Bruxelles-Midi. La production y restera jusque dans les années 1980.

Le drapeau de la British Gold Coast de 1877 à 1957 avec, en incrustation, son blason (exemplaire du début du XX conservé au Royal Museum of Greenwich).

L’achat de nouvelles machines qui nécessite un gros capital et un risque financier important font que les sociétés Bieswal et Michiels fusionnent en 1906. La nouvelle société a un capital de 400.000 francs belges et les 800 actions sont aux mains de dix personnes, la famille Michiels 205, la famille Bieswal 198 et la famille Moulart 390. Les directeurs de la société anonyme sont Joseph Bieswal, Lambert et Victor Michiels. La fusion aboutit à la création de la société anonyme Alimenta. La même année, un nouveau logo Côte d’Or naît : un éléphant devant un palmier et trois pyramides, qui, selon les dires d'un de ses petits-fils, aurait été emprunté par Lambert Michiels à un timbre du Ghana. Il sera peu modifié par la suite (le logo actuel est un éléphant seul) et l'aspect graphique de la marque est resté identique depuis.
Le capital d'Alimenta est porté à 500.000 francs belges, de nouveaux bâtiments sont construits en 1908 et abritent de nouvelles machines. Le célèbre paquet Côte d’Or (deux tablettes de chocolat sous emballage blanc doré) est créé en 1911 ; il existe toujours, mais l'emballage blanc ne concerne plus que le paquet de 150 gr. En 1929 apparaît Supertoff, un bonbon au caramel mou précurseur du Chokotoff qui apparait en 1934.
Pendant ces années, la société grandit (350 ouvriers à Anderlecht dans les années 1930) et s'étend : la marque Côte d'Or est déposée aux États-Unis en 1931 et l'Exposition universelle de Bruxelles de 1935 lui donne une notoriété internationale grâce notamment à la Mignonette créée pour l'occasion.
De 1940 à 1946, devant la difficulté de se procurer des fèves de cacao de qualité, la société décide de mettre la marque en sommeil et de la remplacer par la marque Congobar.
Après la Seconde Guerre mondiale, les créations continuent, avec notamment la pâte de chocolat à tartiner Pastador en 1952.
À l'occasion de l'exposition universelle de Bruxelles en 1958, la barre pralinée « Dessert 58 » est mise sur le marché.
La société, qui devient société anonyme en 1964 et obtient le titre « Fournisseur breveté de la Cour de Belgique » en 1965, accélère son développement dans les années 1970 : elle s'implante en France et aux Pays-Bas (1972), en Suisse et en Grande-Bretagne (1978), puis une nouvelle usine est construite à Seclin (1974). La société Côte d’Or of America est créée en 1982 et en 1984, 101 ans après sa fondation, Côte d'Or est introduite en Bourse.
Cette introduction en bourse marque la fin du contrôle exclusivement familial de la société, même si les familles Bieswal et Michiels en détiendront toujours la majorité.
En 1985, l'entreprise sponsorise Éric Tabarly en faisant construire le monocoque Côte d'Or. En 1986, elle finance la construction, toujours pour Éric Tabarly, du trimaran Côte d'Or II.
En 1987, Nestlé et Jacobs Suchard lancent une OPA sur Côte d'Or, ce qui fait l'effet d'une bombe sur une place financière peu accoutumée aux OPA, encore moins aux OPA agressives. Mais les familles qui contrôlent la société sont conscientes du fait que celle-ci aura besoin, pour croître, de nouveaux moyens que les actionnaires historiques ne peuvent assurer. Elles acceptent dès lors l'offre de Jacobs Suchard, qui valorise Côte d'Or à 116,5 millions d'euros (4,7 milliards de francs belges, 26 fois son chiffre d'affaires de l'époque).
L'OPA se déroule en deux temps : dans un premier temps, en 1987, Jacobs Suchard acquiert 66 % des actions, et lance une seconde OPA qu'elle finalise en février 1989 avec l'acquisition de la totalité des actions. L'action est alors retirée de la cote de la Bourse de Bruxelles.
Jacobs Suchard décide de restructurer sa filiale belge, ce qui passera par la suppression de 264 emplois (sur environ 2000), mais décide aussi d'y investir près de 75 millions d'euros (3 milliards de francs belges) et d'en faire une marque globale du groupe. Trois ans plus tard en 1990, Jacobs Suchard est absorbé par le cigaretier Philip Morris qui l'intègre dans le groupe Kraft General Foods rebaptisé Kraft Jacobs Suchard, la marque reste Côte d'Or, une marque globale du groupe. En 2000, le groupe- mère prend le nom de Kraft Foods puis Mondelez International en 2012 à la suite d'une scission de Kraft Foods.

## Identité visuelle
Le premier logo de 1883 représente un habitant de la Côte de l'Or tenant un drapeau portant l'inscription Chocolat de la Côte d'Or.
Un nouveau logo est créé en 1906, montrant un éléphant tourné à gauche et trompe vers le haut, devant trois pyramides et un palmier.

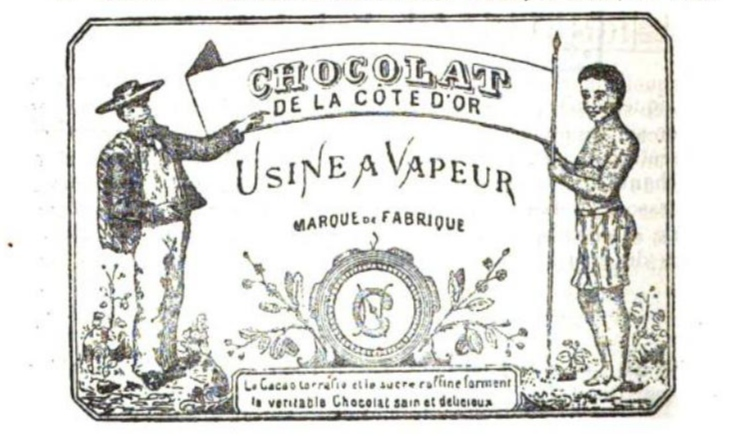
Logo de Côte d'Or en 1883.
Logo de Côte d'Or en 1909.
Logo de Côte d'Or à partir de 1911.
Logo de Côte d'Or pour le cinquantenaire en 1949.
Logo du chocolat Côte d'Or jusqu'en 2009.
Logo du chocolat Côte d'Or à partir de 2009.

## Produits
- Chokotoff
- Pastador
- Nougatti